# Монофлюорид алюмінію
Монофлюорид алюмінію — хімічна сполука з формулою AlF. Ця нестабільна молекула утворюється в результаті реакції між трифлюоридом алюмінію та металевим алюмінієм при підвищених температурах, але при охолодженні швидко перетворюється на первісні реагенти. Кластери, отримані зі споріднених галогенідів алюмінію(I), можна стабілізувати за допомогою спеціальних лігандів.
Цю молекулу було виявлено в міжзоряному середовищі, де речовина настільки розріджена, що міжмолекулярні зіткнення дуже рідкі, і це призводить до утворення сполук, нетипових для земних умов.